# پیکرسنجی اندام فوقانی
پیکرسنجی (به انگلیسی: anthropometry) اندام فوقانی مجموعه‌ای از اندازه‌گیری‌های شکل اندام‌های فوقانی است.

## اندازه‌گیری‌ها
اندازه‌گیری‌های پیکرسنجی اندام فوقانی به اندازه‌گیری‌های اصلی و فرعی تقسیم می‌شوند.
اندازه‌گیری‌های اصلی: اندازه‌گیری به‌طور مستقیم صورت می‌گیرد. اندازه‌گیری‌های فرعی: که با اعمال فرمول‌ها و اصلاحات تجربی بر روی اندازه‌گیری‌های اصلی حاصل می‌شود.
با توجّه به این موضوع که اندازه‌گیری‌های خارجی از دست لزوماً اندازه‌گیری‌های استخوان‌ها، چربی‌ها و ماهیچه‌ها را ترکیب می‌کند، اندازه‌گیری‌های فرعی سعی دارند نسبت به اندازه‌گیری‌های اصلی شاخص‌های بهتری از ترکیب بدن و وضعیت تغذیه‌ای ارائه دهند.

### اندازه‌گیری‌های اصلی
سه اندازه‌گیری پیکرسنجی اصلی اندام فوقانی عبارت‌اند از: طول اندام فوقانی، چین پوستی سه سر (triceps skin fold = TSF) و محدودهٔ اندام بین فوقانی (mid-upper arm circumference = MUAC).